# Gov't Mule
I Gov't Mule (o Government Mule) sono una jam band rock statunitense formata nel 1994 da Warren Haynes e Allen Woody, come un progetto parallelo degli Allman Brothers Band. Il loro album di debutto, Gov't Mule, è stato pubblicato nel 1995.
I Gov't Mule si sono esibiti in molti festival musicali di livello internazionale, vantando spesso nella formazione membri di altri gruppi funk rock e blues famosi.

## Storia del gruppo

### Gli anni novanta
Il gruppo degli Allman Brothers Band, nel 1989 subì una "riformazione", e ne entrarono a far parte Warren Haynes come chitarra solista e Allen Woody al basso. I due condividevano l'amore per i gruppi "trio" degli anni sessanta (gruppi rock principalmente composti da chitarra elettrica basso e batteria) come i Cream, James Gang, i The Jimi Hendrix Experience e simili. Warren e Allen assoldarono il batterista Matt Abts e formarono il gruppo Gov't Mule, suonando principalmente durante le pause degli Allman Brothers Band.
Hanno pubblicato il loro album di debutto "Gov't Mule" nel 1995, cui ha fatto seguito "Live from Roseland Ballroom", uscito nel 1996.
Nel 1997 Warren e Allen riuscirono a lavorare a tempo pieno al loro gruppo, e nel 1998 uscì il loro secondo album in studio, "Dose"
A fine 98 i "Mule" organizzarono un concerto di capodanno a cui presero parte artisti di diversi gruppi, Allman Brothers band, Black Crowes, Parliament/Funkadelic. Dal concerto venne prodotto un cofanetto contenente 4 cd con la registrazione integrale dello spettacolo dal titolo: "Live... With a Little Help from Our Friends".

### 2000 - 2003

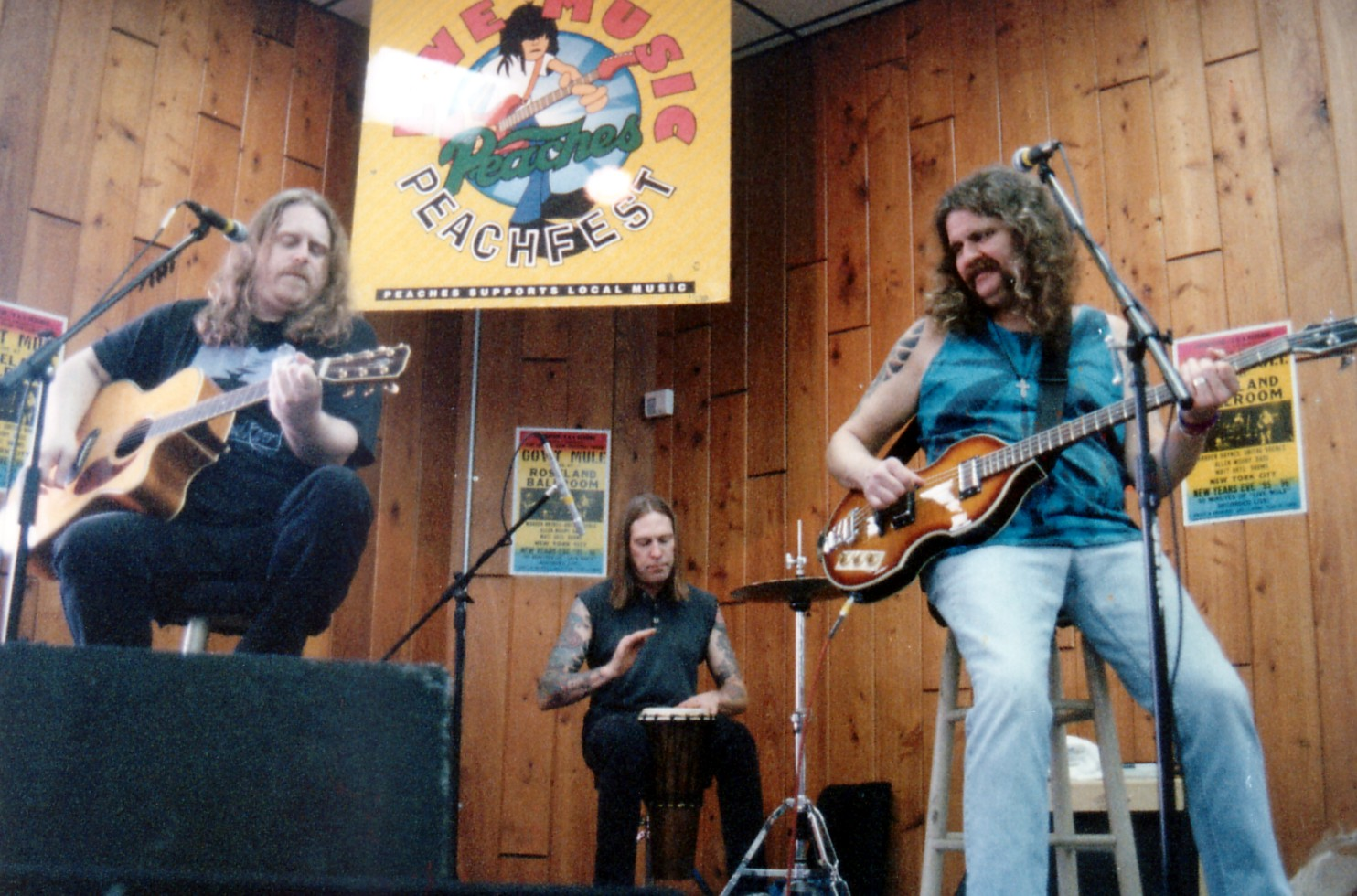
Il gruppo originale. da sinistra a destra: Haynes, Abts e Woody

Nel febbraio del 2000, la band registrò "Life Before Insanity", oltre al plauso della critica, la band ebbe un buon successo commerciale con questo album.
Ad agosto dello stesso anno, Allen Woody fu trovato morto in una stanza di hotel a New York.
Il 21 settembre 2000 fu organizzato un concerto di beneficenza chiamato  "One for Woody" il cui ricavato è stato destinato alla famiglia di Woody.  Gli Allman Brothers, i The Black Crowes, Phil Lesh and Friends, Jimmy Herring, Edwin McCain e molti altri si esibirono al concerto.
In quell'anno Haynes e Abts si limitarono a poche apparizioni più che altro come "supporter" ad altri gruppi come "Ben Harper & The Innocent criminals" omaggiando durante le apparizioni l'amico scomparso.
Il loro successivo tour è stato chiamato "Smile at Half Mast Tour" in riferimento ad un poema scritto da Haynes per il funerale di Woody.
Dal concerto "One for Woody", e dopo la separazione di Dickey Betts dagli Allmans, Haynes nel 2001 tornò a dividere il suo tempo tra i mule, gli Allmans e la "Phil Lesh and Friends" (band formata dal bassista dei Grateful Dead)
Nello stesso anno Haynes e Abts cominciarono a registrare 2 album "tributo" a Woody, the Deep End, Volume 1 (2001) e The Deep End, Volume 2 (2002). Alle registrazioni parteciparono molti altri artisti fra i quali il bassista Mike Gordon dei Phish, Jack Bruce dei cream, John Entwistle degli Who, Mike Watt dei Minutemen, Les Claypool dei Primus, Flea dei Red Hot Chili Peppers, e Chris Squire degli Yes. Molti di questi continuarono a "girare" con la band durante i tour.
Altri artisti fecero la "spoletta" nella band, fra questi i tastieristi Chuck Leavell, Rob Barraco, Page McConnell e Danny Louis, i bassisti Dave Schools dei Widespread Panic,  e Oteil Burbridge che aveva riempito il vuoto lasciato da Woody negli Allman Brothers, Les Claypool dei Primus, Victor Wooten dei Flecktones, George Porter Jr. dei The Meters, Jason Newsted ex dei Metallica, Greg Rzab ex dei The Black Crowes, Buddy Guy Band e Andy Hess, anch'egli ex dei The Black Crowes. Louis e Hess sono stati poi nominati come membri permanenti dei Gov't Mule.

### 2004 - 2008

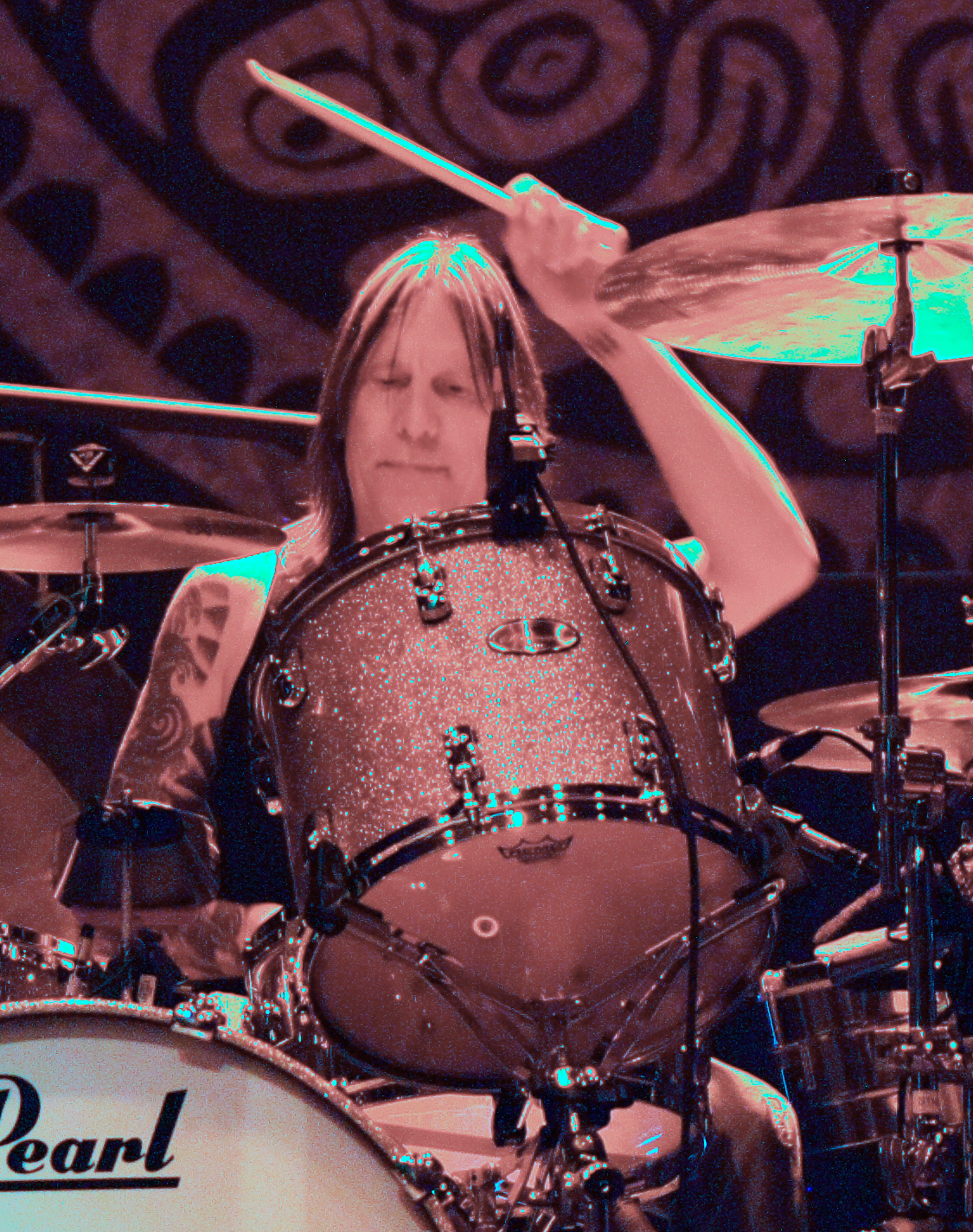
Abts nel 2008

Il primo album registrato con i nuovi membri Louis e Hess, Deja Voodoo, è stato lanciato nel settembre 2004, e con il materiale restante dalle sessioni di registrazione, nel 2005 venne pubblicato Mò Voodoo.
Un nuovo album con la band al completo, High & Mighty, è stato pubblicato il 22 agosto 2006, e fu seguito nel 2007 da un album reggae,  Mighty High, che comprende brani originali e versioni di cover celebri. Nell'album appaiono artisti come Michael Franti, Toots Hibbert, e Willi Williams.
I Gov't Mule continuano a produrre tour estensivi in tutti gli Stati Uniti, partecipando tra l'altro a numerosi festival musicali tra cui Bonnaroo Music Festival, All Good Music festival e tanti altri. Parteciparono anche all'annuale New Orleans Jazzfest night show (dove hanno filmato e registrato l'ultimo spettacolo del Deepest End Tour, con 17 musicisti ospiti in uno show di sei ore).
Ogni anno, dal 1989, Warren Haynes, nella sua città natale di Asheville, Carolina del Nord, organizza un concerto benefico  "A Christmas Jam". Il concerto si svolge di solito il fine settimana prima di Natale presso il Centro Civico di Asheville, per una raccolta di fondi da destinare ai meno fortunati. Molti artisti prendono parte al "Jam" di Natale. La 19ª edizione del Jam ha avuto luogo il 15 dicembre 2007,  con le esibizioni di Kevn Kinney, Grace Potter e The Nocturnals, Shelly Colvin, Jason Isbell and the 400 Unit, Jackson Browne, G. Love, Bruce Hornsby e Peter Frampton.
Il 28 giugno 2008, I Gov't Mule si esibirono come "trio" per la prima volta dal 2000, per la mancanza nel gruppo del bassista Andy Hess. 
Il 15 settembre 2008, la moglie di Haynes, Stefani Scamardo, ha annunciato al suo radio show "Sirius", che Andy Hess avrebbe lasciato la band e un nuovo bassista sarebbe entrato nel gruppo per il tour autunnale. Hess è stato sostituito dal bassista Jorgen Carlsson

### 2009
Il 17 agosto 2009, è stato annunciato dal sito ufficiale della band l'uscita dell'ottavo album  By a Thread in programma per la pubblicazione il 27 ottobre 2009.

Nella stessa data, la prima canzone del nuovo album, intitolata "Broke Down On The Brazos"(con Billy Gibbons degli ZZ Top), è stata resa disponibile per l'ascolto sul sito web del gruppo.
Il 31 ottobre 2009, i Gov't Mule hanno tenuto un concerto di Halloween al  Tower Theater di Philadelphia. 
Il Concerto è stato caratterizzato da una prima parte che durò più di due ore, ed è stato interamente composto da canzoni dei Rolling Stones.

### 2010
Nel gennaio 2010, i Gov't Mule suonarono all'"Island Exodus" a Negril, in Giamaica, presso l'inclusive resort The Grand Lido Negril. Il gruppo suonò prima come trio poi con un assolo di Warren Haynes. A questo evento sono stati presenti Grace Potter & The Nocturnals, Ron Holloway, e DJ Logic.
Sabato 15 maggio i Mule suonarono al Hangout Music festival in Alabama, ed il 24 giugno al Azkena Rock Festival a Vitoria-Gasteiz in Spagna. I Gov't Mule fecero anche da supporter per la Dave Matthews Band il venerdì 30 luglio, al Cruzan Amphitheater di West Palm Beach, Florida.
Nel 2013 è uscito il loro album chiamato "Shout" ed è impreziosito da varie collaborazioni da Ben Harper a Dr. John, da Elvis Costello a Steve Winwood.

## Formazione

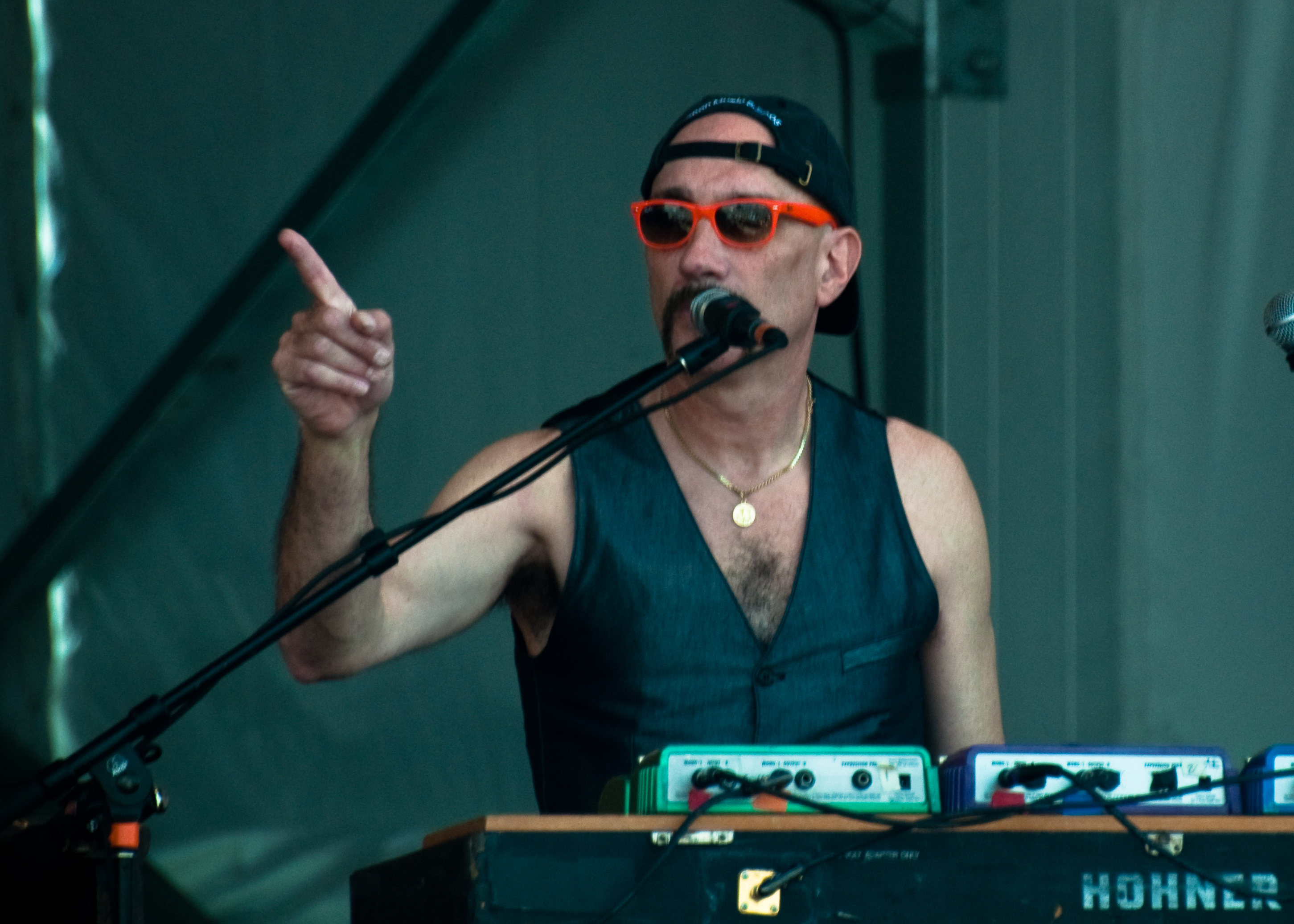
Danny Louis, 2010

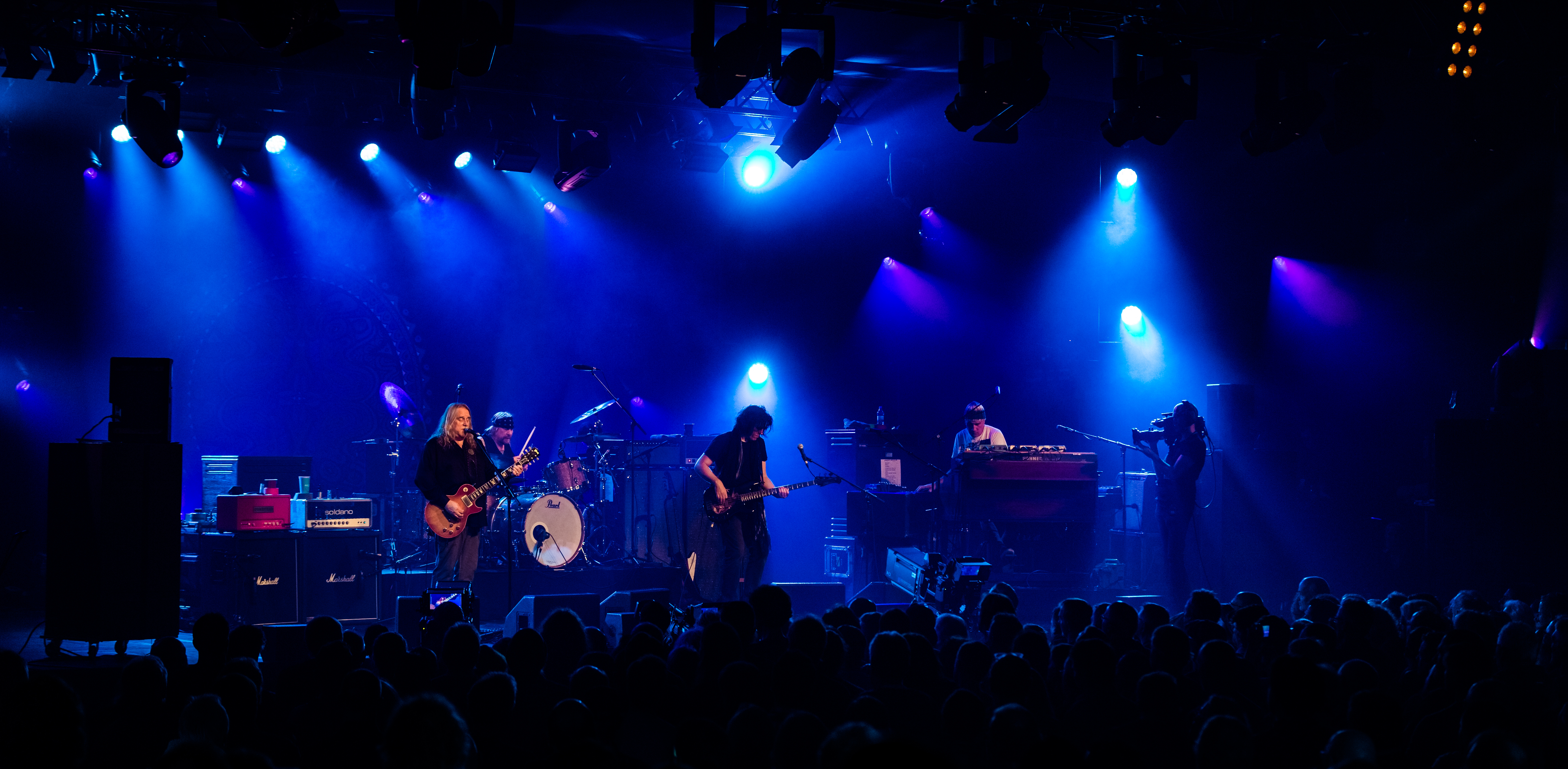
Gov´t Mulse - Leverkusener Jazztage 2017

- Warren Haynes - voce, chitarra (dal 1994)
- Matt Abts - batteria, percussioni  (dal 1994)
- Danny Louis - voce, chitarra, tastiera (dal 2002)
- Jorgen Carlsson - basso (dal 2008- 2023)
- Kevin Scott - basso (da giugno 2023)

### Ex componenti
- Andy Hess - basso (2003–2008)
- Allen Woody - basso, voce (1994–2000)

## Discografia
Album in studio
- 1995 - Gov't Mule
- 1998 - Dose
- 2000 - Life Before Insanity
- 2001 - The Deep End
- 2004 - Deja Voodoo
- 2006 - High & Mighty
- 2007 - Mighty High
- 2009 - By a Thread
- 2013 - Shout!
- 2017 - Revolution Come...Revolution Go
- 2021 - Heavy Load Blues
- 2023 - Peace... Like A River

EP
- 1996 - Live from Roseland Ballroom
- 2005 - Mo' Voodoo

Live
- 1999 - Live... With a Little Help from Our Friends
- 2010 - Mulennium
- 2014 - Dark Side of the Mule
- 2015 - Sco-Mule
- 2016 - Dub Side of the Mule
- 2017 - Stoned Side of the Mule

Raccolte
- 2006 - The Deep End, Vols. 1-2
- 2006 - Best of the Capricorn Years